# Fate/stay night Heaven's Feel
《Fate/stay night [Heaven's Feel]》是ufotable製作的動畫電影，由須藤友德導演和檜山彬編劇，梶浦由記負責配樂。改编自TYPE-MOON的視覺小說《Fate/stay night》的第三條路線，也是最后一條路線《Heaven's Feel》（天之杯）。共分為三部分播映，第一章《I.presage flower》（預示之花）於2017年10月14日上映。第二章《II.lost butterfly》（迷途之蝶）於2019年1月12日上映。第三章《III.spring song》（春櫻之歌）於2020年8月15日上映。
這是ufotable繼劇場版《空之境界》系列、電視動畫《Fate/Zero》和電視動畫《Fate/stay night [Unlimited Blade Works]》後，第四度改編自TYPE-MOON的动画作品。亦是《Fate/stay night》在推出以第一路线“Fate”為主軸，混合了其他兩線內容的2006年電視動畫《Fate/stay night》，改编自第二路线「Unlimited Blade Works」（無限劍製）路線的2010年劇場版動畫《Fate/stay night Unlimited Blade Works》及2014年電視動畫《Fate/stay night [Unlimited Blade Works]》之後，第三路線「Heaven's Feel」（天之杯）首次登上銀幕劇場版化。

## 故事
改編自遊戲《Fate/stay night》中的「Heaven's Feel」（天之杯）間桐櫻路線，其有着和前兩線截然不同的黑暗基調，展示聖杯戰爭最真實且黑暗的全貌，前兩線中未說明的真相將在本作中正式浮上臺面。
本作中導入了更加強烈的男歡女愛刻畫衛宮士郎與學妹間桐櫻之間的愛情，闡述一對情侶在悲傷與逆境中攜手，共同面對未來。
從故事開頭士郎對櫻情感產生的變化，到最終決定正視自己的內心，從無私的“正義的夥伴”轉變為“屬於櫻一人的正義”貫穿主軸。

## 製作
本电影导演是在“TYPE-MOON x ufotable 项目”（TYPE-MOON × ufotable プロジェクト）中担任武内崇原案角色设计和总作画导演的須藤友徳。须藤除了担任导演、分镜之外，还兼任角色设计和美术指导。音乐是由在《空之境界》和《Fate/Zero》中担任音乐制作的梶浦由记制作。主要工作人员与TV动画《Fate/Zero》和《Fate/stay night [Unlimited Blade Works]》相比基本没有变化，但销售《Fate/stay night [Réalta Nua]》以及担任《Fate/stay night [Heaven's Feel]》漫画版杂志刊登、编辑、出版的KADOKAWA参加了制作委员会。由曾担任《Fate/stay night [Unlimited Blade Works]》导演的三浦貴博负责全三章中多个战斗场景中的主要动作情节。此外，第一章OP导演由摄影指导寺尾優一担任。
本作与電視动画《Fate/stay night [Unlimited Blade Works]》同时策划，并在此電視动画播出结束后开始制作。本作融合了《Fate/stay night》PC版和《Fate/stay night [Réalta Nua]》版的元素，部分场景采用了PC版的台词。企划启动之际，须藤主动要求担任导演，他表示“如果ufotable要制作这部作品的话，我愿意担任导演。」在《Fate/stay night [Unlimited Blade Works]》的角色设计和总动画导演的工作结束的同时，他也开始了本电影的制作。

### 宣传
2014年7月27日，在品川國際城市會館举行的“Fate Project最新情报发表会”上，宣布“TYPE-MOON x ufotable 项目”（TYPE-MOON × ufotable プロジェクト）第四弹，劇場版《Fate/stay night [Heaven's Feel]》決定製作。2016年3月27日，在AnimeJapan 2016的「Fate Project 2016」情報發表會上公佈劇場版將分為全三章，第一章预计2017年上映。2017年3月26日，在AnimeJapan 2017的“Fate Project 2017特别舞台”（Fate Project 2017 スペシャルステージ）上，宣布第一章将以《Fate/stay night [Heaven's Feel] I.presage flower》为标题，于同年10月14日上映。
第二章原预定于2018年上映，但为了能在更完善的状态下上映，上映日期改为2019年1月12日，上映的影院数量也从第一章的全国128家增加到131家与日本中央競馬會的特别合作网站内容《SERVANT/KEIBA》于2018年11月22日至2019年1月31日期间公开。
《春之歌》原定于2020年3月28日在日本152家影院上映。但在电影上映前两天的3月26日，日本政府、东京都政府和地方政府同日宣布，由于2019冠状病毒病疫情的影响，所有电影院均被关闭，官方宣布电影上映时间推迟到4月25日。其后在4月8日，官方再次宣布电影延期，确实上映日待定。2020年6月26日，官方宣布电影将于2020年8月15日上映。

### 製作人員
|                        | 第一章                                                                          | 第二章                                                                | 第三章                                                                                                |
| ---------------------- | ------------------------------------------------------------------------------- | --------------------------------------------------------------------- | --- |
| 原作                   | 奈須蘑菇/TYPE-MOON                                                              | 奈須蘑菇/TYPE-MOON                                                    | 奈須蘑菇/TYPE-MOON                                                                                    |
| 人物原案               | 武内崇                                                                          | 武内崇                                                                | 武内崇                                                                                                |
| 監督                   | 須藤友徳                                                                        | 須藤友徳                                                              | 須藤友徳                                                                                              |
| 腳本                   | 桧山彬（ufotable）                                                              | 桧山彬（ufotable）                                                    | 桧山彬（ufotable）                                                                                    |
| 人物設計               | 須藤友徳、板垣敦、田畑壽之                                                      | 須藤友徳、板垣敦、田畑壽之                                            | 須藤友徳、板垣敦、田畑壽之                                                                            |
| 總作畫監督             | 須藤友徳                                                                        | 須藤友徳                                                              | 須藤友徳                                                                                              |
| 作畫監督               | 滝口禎一、浅利歩惟、清水慶太、佐藤哲人 菊池隼也、山岡峻、島袋リカルド、秋山幸児 | 秋山幸児、佐藤哲人、、三宅舞子 田中敦士、塩島由佳、浜友里恵、藤原将吾 | 秋山幸児、佐藤哲人、田中敦士、緒方美枝子、三宅舞子 塩島由佳、渡邉八恵子、浅利歩惟、茂木貴之、五味伸介 |
| 分鏡                   | 須藤友徳、三浦貴博                                                              | 須藤友徳、三浦貴博                                                    | 須藤友徳、三浦貴博、恒松圭                                                                            |
| 演出                   | 恒松圭、碇谷敦、三浦貴博                                                        | 恒松圭、三浦貴博、南野純一、野中卓也                                  | 恒松圭、三浦貴博、南野純一、野中卓也、高橋賢                                                          |
| 色彩設計               | 松岡美佳                                                                        | 松岡美佳                                                              | 松岡美佳                                                                                              |
| 美術監督               | 衛藤功二                                                                        | 衛藤功二                                                              | 衛藤功二                                                                                              |
| 攝影監督               | 寺尾優一                                                                        | 寺尾優一                                                              | 寺尾優一                                                                                              |
| 3D監督                 | 西脇一樹                                                                        | 西脇一樹                                                              | 西脇一樹                                                                                              |
| 剪輯                   | 神野學                                                                          | 神野學                                                                | 神野學                                                                                                |
| 音樂                   | 梶浦由記                                                                        | 梶浦由記                                                              | 梶浦由記                                                                                              |
| 音樂製作               | Aniplex                                                                         | Aniplex                                                               | Aniplex                                                                                               |
| 執行製作・音響監督     | 近藤光                                                                          | 近藤光                                                                | 近藤光                                                                                                |
| 製片人                 | 岩上敦宏、竹内友崇、近藤光                                                      | 岩上敦宏、竹内友崇、近藤光                                            | 岩上敦宏、竹内友崇、近藤光                                                                            |
| 腳本製作・動畫製作公司 | ufotable                                                                        | ufotable                                                              | ufotable                                                                                              |
| 發行                   | Aniplex                                                                         | Aniplex                                                               | Aniplex                                                                                               |
| 製作                   | Aniplex、KADOKAWA、Notes.、ufotable                                             | Aniplex、KADOKAWA、Notes.、ufotable                                   | Aniplex、KADOKAWA、Notes.、ufotable                                                                   |

### 配音員
| 角色        | 配音員     | 配音員     | 配音員         | 配音員       | 登場章節 | 登場章節 | 登場章節 | 備註 |
| 角色        | 日本       | 臺灣       | 中国大陆       | 香港         | I        | II       | III      | 備註 |
| ----------- | ---------- | ---------- | -------------- | ------------ | -------- | -------- | -------- | ---- |
| 衛宮士郎    | 杉山紀彰   | 鍾少庭     | 王晨光         | 張振熙       | ○        | ○        | ○        |      |
| 間桐櫻      | 下屋則子   | 雷碧文     | 陸小蔓闫夜桥   | 陳雪瑩       | ○        | ○        | ○        |      |
| 間桐慎二    | 神谷浩史   | 林谷珍     | 盧力峰阿傑     | 陳健豪       | ○        | ○        |          |      |
| Saber       | 川澄綾子   | 雷碧文     | 白雪岑         | 莊巧兒王慧珠 | ○        | ○        |          |      |
| Saber Alter | 川澄綾子   | 雷碧文     | 白雪岑         | 莊巧兒王慧珠 |          | ○        | ○        |      |
| 遠坂凜      | 植田佳奈   | 傅暐霖     | 趙欣山新       | 顧詠雪       | ○        | ○        | ○        |      |
| 伊莉雅      | 門脇舞以   | 雷碧文     | 張惠霖幽舞越山 | 陳姻岐       | ○        | ○        | ○        |      |
| 藤村大河    | 伊藤美紀   | 李明幸     | 褚珺           |              | ○        | ○        | ○        |      |
| 言峰綺禮    | 中田譲治   | 黃天佑     | 趙銘洲馮盛     | 陳健豪       | ○        | ○        | ○        |      |
| 間桐臓硯    | 津嘉山正種 | 黃天佑     | 葉保華         | 袁德基       | ○        | ○        | ○        |      |
| Rider       | 淺川悠     | 李明幸     | 徐靜           | 王慧珠       | ○        | ○        | ○        |      |
| Archer      | 諏訪部順一 | 林谷珍     | 常文濤寶木中陽 | 李家傑       | ○        | ○        | ○        |      |
| 真Assassin  | 稲田徹     | 孫誠翁瑞陽 | 楊默           | 郭俊廷       | ○        | ○        | ○        |      |
| 吉爾伽美什  | 關智一     | 黃天佑     | 藤新           | 袁德基       | ○        | ○        |          |      |
| Lancer      | 神奈延年   | 孫誠       |                |              | ○        |          |          |      |
| Assassin    | 三木真一郎 | 孫誠       |                |              | ○        |          |          |      |
| Caster      | 田中敦子   | 傅暐霖     |                |              | ○        |          |          |      |
| Berserker   | 西前忠久   | 林谷珍     |                |              |          |          | ○        |      |
| 美綴綾子    | 水澤史繪   | 李明幸     | 張惠霖         |              | ○        |          | ○        |      |
| 柳洞一成    | 真殿光昭   | 黃天佑     | 曹旭鵬         |              | ○        |          |          |      |
| 衛宮切嗣    | 小山力也   | 林谷珍     |                | 李家傑       | ○        |          |          |      |
| 葛木宗一郎  | 寺杣昌紀   | 林谷珍     |                |              | ○        |          |          |      |
| 莎拉        | 七緒春日   | 李明幸     |                |              | ○        |          | ○        |      |
| 莉潔莉特    | 宮川美保   | 傅暐霖     |                |              | ○        |          | ○        |      |
| 澤爾里奇    | 澤木郁也   | 林谷珍     |                |              |          |          | ○        |      |
| 遠坂永人    | 上田燿司   | 吳愷笛     |                |              |          |          | ○        |      |
| 馬奇里      | 立花慎之介 | 翁瑞陽     |                |              |          |          | ○        |      |
| 羽斯緹薩    | 大原沙耶香 | 傅暐霖     |                |              |          |          | ○        |      |
| 克勞蒂亞    | 茅野愛衣   | 傅暐霖     |                |              |          |          | ○        |      |

### 主題曲列表
第一章
- 主題曲「花之歌」

作詞、作曲、編曲：梶浦由記，Aimer演唱。
第二章
- 主題曲「I beg you」

作詞、作曲、編曲：梶浦由記，Aimer演唱。
第三章
- 主題曲「春逝」

作詞、作曲、編曲：梶浦由記，Aimer演唱。

### 發行
BD與DVD分別於2018年5月9日、2019年8月21日和2021年3月31日發行第一章、第二章和第三章。

## 反响

### 票房

#### 恶兆之花
《恶兆之花》于2017年10月14日起在日本128家影院上映，首映周末在日本票房排名第一，两天内共售出247509张入场券，票房达到413,030,840日元。2018年2月3日开始在日本74家电影院放映该片的4DX&MX4D版，截至2月20日票房收入达到15亿日元。最终日本观看人数约98万人，累计票房收入约15亿日元。
中国大陆上映首日突破千万票房。截至2019年2月，该电影在全球的总票房为19,035,675美元，中国票房为4,685,622美元，韩国和澳大利亚票房为417,439美元，美国和加拿大票房为193,833美元，阿根廷和新西兰票房为38,781美元。截至2019年1月17日，2018年5月9日于日本发行的第一章蓝光和DVD的总出货量已超过10万张。

#### 迷失之蝶
《迷失之蝶》在首映三天内首次登上日本票房榜首，共售出363,080张入场券，票房达到¥413,030,840日元。此部电影在首映周末相比第一章多售出了12％的入场券，票房收入增加了18％。截至上映后的第12日，该片票房突破10亿日元，再次超越《恶兆之花》的纪录。截至2019年2月19日，该电影在日本已售出超过100万张入场券，总票房超过15亿日元（约合1,354万美元）。
在海外，此部电影在香港的票房收入为115万港元（约合148,153美元）。2019年3月，该片在北美首映，票房收入为420,595美元。在中国大陆，该电影于2019年7月12日上映，首映周末票房为350万美元。截至2019年8月8日，该片全球票房已达1979万美元。

#### 春之歌
2020年8月15日，《春之歌》在日本156家影院上映。影片上映首日，多个影院的放映场次全部售罄，最终日本首日观看人数达到168247人，票房达到474,890,600日元。首映周末在日本票房排名第一，两天内观看人数达到274,017，票房达到474,890,600日元，成为继第一章和第二章之后，连续第三部首映周末观看人数和票房收入均在日本排名第一的影片。

### 评价与获奖

#### 恶兆之花
来自动画新闻网的Kim Morrissy将《恶兆之花》的总评分设定为“A”，称它是一部优秀的电影作品，也是迄今为止《Fate》的最佳改编作品。由于这部电影更注重于间桐樱，《Fandom Post》称，她与卫宫士郎的互动是最好的场景，因为卫宫士郎的个性与作品《Unlimited Blade Works》中相差无几。在另一篇评论中，《Fandom Post》欣赏了卫宫士郎在他所在城市里发生的火灾中留下的创伤后遗症与故事《Fate/Zero》的结局的联系，从而在更深的层次上探索了他的过去。
动漫新闻网将其评为2017年最佳影片。2017年12月27日至29日，在Anime！Anime！的调查中，该片在2017年度最佳动漫电影排名第二，仅次于《刀劍神域劇場版：序列爭戰》。在Newtype的“2017-2018年度新型动漫奖”（ニュータイプアニメアワード 2017-2018）中，本作获得了“最佳作品（剧场版）”（作品賞(劇場上映作品)）第二名，仅次于《文豪野犬 DEAD APPLE》。卫宫士郎和Archer分别获得了最佳男性角色的第五名和第十名，而Saber和间桐樱则分别获得了最佳女性角色的第三名和第五名。主题曲《花之歌》获得了最佳主题曲第四名，监督须藤友徳获得了最佳监督第四名，脚本ufotable获得了最佳脚本奖第四名。

#### 迷失之蝶
动画新闻网将《迷失之蝶》的总评分设定为“A”，称《迷失之蝶》“甚至比第一部电影还好”，但她认为此电影不会被新的观众所接受。《环球网》评价称，《迷失之蝶》是一部“无论从制作团队、卡司阵容、IP知名度、影片品質等各个方面来看都十分出色的剧场版动画”，“不愧被誉为‘目前是Fate系列动画化的最高水平’。”。《澎湃新闻》认为，此部电影剧情处于中段，剧情密度高、推进快，“没时间对剧情中的设定和人物关系作出解释”，对非原作迷很不友好。

#### 春櫻之歌
根據香港01的報導指出電影的速度感、技巧與華麗程度有過之而無不及，分鏡更是越打越精彩。另外唯一缺點就是結局交代其實不夠，很易令沒有背景知識的觀眾想錯了方向。动画新闻网将春櫻之歌的总评分设定为“A-”，因一些戰鬥情節表現不太令人滿意，但改編後的片段也讓視覺小說中的文本栩栩如生。

## 外部連結
- 劇場版「Fate/stay night [Heaven's Feel」官方網站]（页面存档备份，存于）（日語）
- 劇場版 Fate/stay night Heaven's Feel（第一章） - allcinema（日語）
- 劇場版 Fate/stay night Heaven's Feel（第二章） - allcinema（日語）
- 劇場版 Fate/stay night Heaven's Feel（第三章） - allcinema（日語）
- Fate/stay night Heaven's Feel（動畫）在動畫新聞網百科全書中的資料（英文）
- 豆瓣电影上《命运之夜——天之杯I：恶兆之花》的資料 （简体中文）
- 豆瓣电影上《命运之夜——天之杯II ：迷失之蝶》的資料 （简体中文）
- 豆瓣电影上《命运之夜——天之杯Ⅲ：春之歌》的資料 （简体中文）
- 劇場版「Fate/stay night」Heaven's Feel 中文電影官方網站（繁體中文）